# Simfonia núm. 5 (Pettersson)
La Simfonia núm. 5 va ser composta per Allan Pettersson entre 1960 i 1962 i es va estrenar el 8 de novembre de 1963 durant una actuació del cicle de concerts Nutida Musik, amb l'Orquestra Simfònica de la Ràdio Sueca sota la direcció de Stig Westerberg. Té una durada d'uns 41 minuts.

## Recepció
L'obra va representar un triomf per a Pettersson, que feia dos anys que no presentava cap nova creació (la Simfonia núm. 4 s'havia estrenat el gener de 1961), i li va merèixer el premi de música del diari Expressen aquell desembre.
En un article de la revista Nutida Musik sobre la Simfonia núm. 5 de Pettersson, Goran Fant defineix Pettersson com ‘l’últim simfonista’, tot destacant que, per a ell, el concepte de simfonia no es reduïa a l’antic model de quatre moviments.

## Música
La Cinquena Simfonia consta d’un sol moviment. Tot i això, es pot percebre una estructura tripartida: una introducció, una exposició central que inclou un desenvolupament i una lenta coda. Cada secció presenta una gran extensió.
L'obra es basa en un motiu cromàtic de quatre notes, del qual deriva tot el material temàtic. Tot i l'ús de tècniques dodecatòniques influenciades per Schönberg, el llenguatge de Pettersson manté una expressivitat única que oscil·la entre la tonalitat i l’atonalitat, reflectint el seu estil profundament personal.
Els darrers anys de Pettersson van estar marcats pel patiment. Hospitalitzat el 1963, se li va diagnosticar un reumatisme crònic que el va afectar fins a la seva mort el 1980. Malgrat això, va seguir component intensament, convertint la seva lluita en una part essencial de la seva música, com es veu clarament a la Cinquena Simfonia.